# Patrice Lhotellier
Patrice Lhotellier, född den 8 augusti 1966 i Romilly-sur-Seine, Frankrike, är en fransk fäktare som tog OS-guld i herrarnas lagtävling i florett i samband med de olympiska fäktningstävlingarna 2000 i Sydney.